# Cosme Codas Ynsfrán
Cosme Concepción Codas Ynsfrán  (Villarrica, 1861 - 28/11/1922) fue un político y abogado paraguayo. Ocupó el cargo de intendente municipal de la ciudad de Villarrica, siendo designado por decreto del Poder Ejecutivo del 4 de febrero de 1910, constituyéndose así en la primera autoridad comunal de esta jerarquía en la historia de la ciudad de Villarrica.

## Biografía
Cosme Concepción Codas Ynsfrán nació en la ciudad de Villarrica, en el año 1861, fueron sus padres Don Cosme Damian Codas Carisimo y Doña Ramona Ynsfrán  ex Residente en representación de Villarrica durante la Guerra de la Triple Alianza.

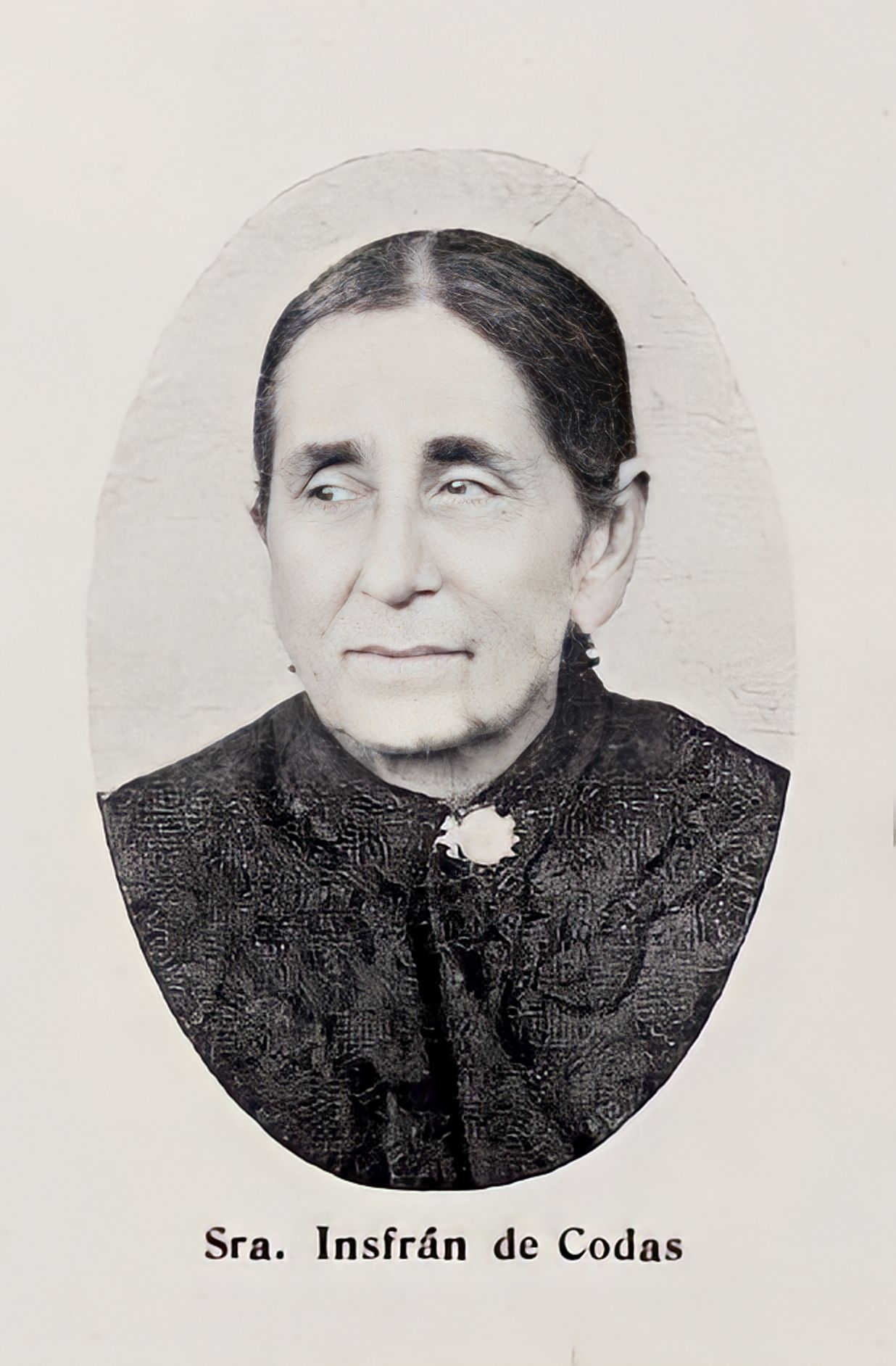
Madre de Don Cosme Codas

### Familia
Contrajo matrimonio con Carmen Papaluca Fleitas, el 25 de mayo de 1894, quien nació el 14 de julio de 1875 en Villarrica, hija de Lucas Antonio Papaluca Varro y de María Petrona Fleitas del Valle. Sus hijos fueron: Sofía Codas Papaluca, Silvio de Mercedes Codas Papaluca (ex intendente de Villarrica), Quirno Federico Codas Papaluca, Carmen Aída Codas Papaluca, Favio José Codas Papaluca, Lidia Codas Papaluca.
Cosme Codas es abuelo del ilustre escritor y abogado Ramiro Domínguez Codas, su hermano fue Don Antonio Dolores Codas fue el 5° Intendente de la Ciudad de Asunción y su hermano de Daniel Codas periodista y presidente del senado paraguayo.

## Fundación del Club Porvenir Guaireño
El Club “El Porvenir Guaireño” nació el 25 de diciembre de 1888. La sede social está situada en la ciudad de Villarrica departamento del Guairá sobre las calles Cnel. Félix Bogado 918 esquina San Roque González. Cosme Codas fue uno de los fundadores del grupo político Club Porvenir Guaireño con dos de sus hermanos Federico Codas y Daniel Codas Ynsfran, y con grandes figuras políticas de la ciudad y del país.

## Intendencia municipal de Villarrica

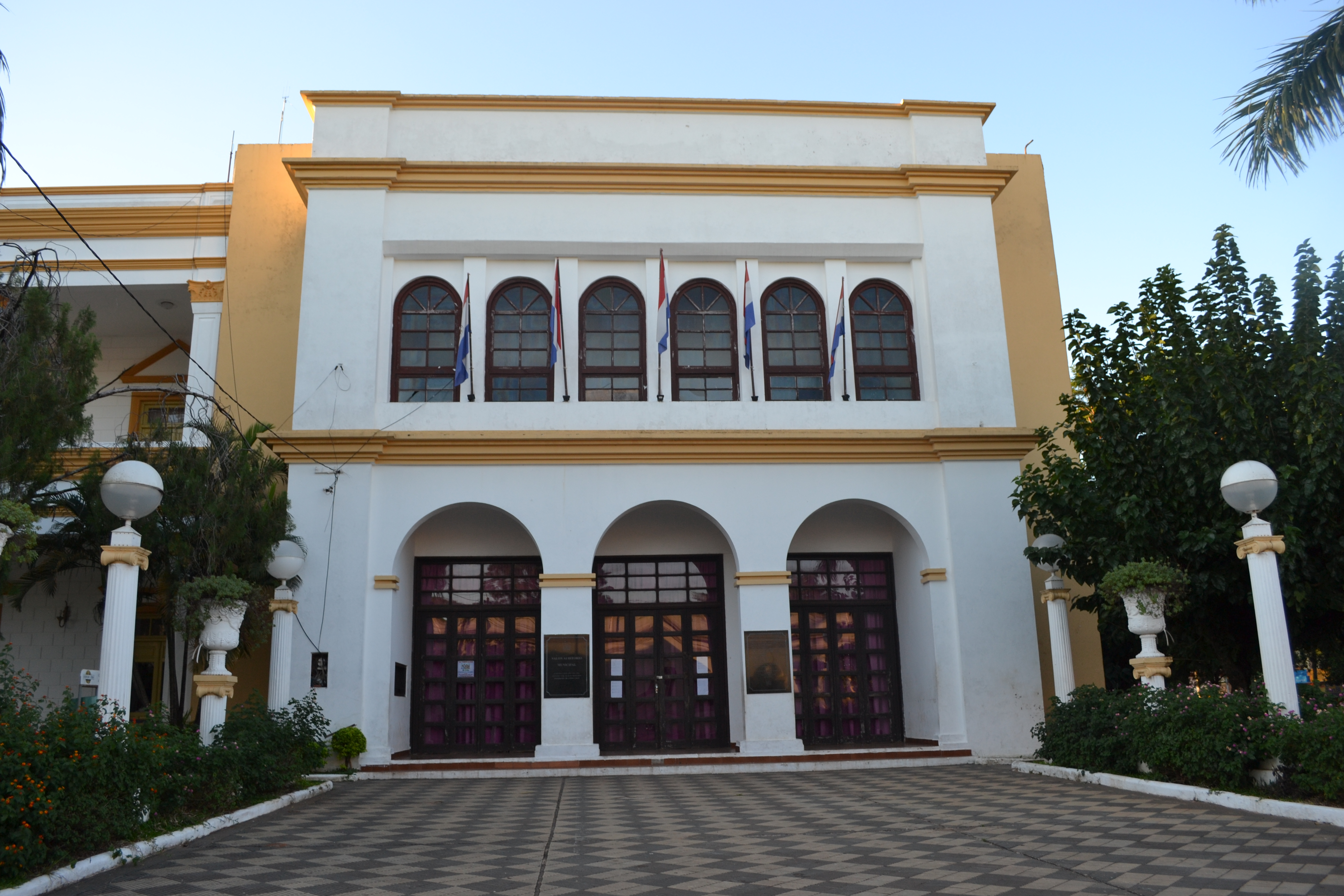
Teatro Municipal de Villarrica

El 4 de febrero de 1910 fue designado por un decreto del Poder Ejecutivo como Intendente municipal de la ciudad de Villarrica del Espíritu Santo, durante el gobierno del 20° Presidente de la República del Paraguay Emiliano González Navero, convirtiéndolo así en la primera autoridad comunal de esta jerarquía en la historia de dicha ciudad. 
En el año 1911 se inició la construcción del Teatro Municipal de Villarrica, obra dirigida por el señor Hans Shelman, e inaugurada en julio de 1913, siendo los gestores e impulsadores de este emprendimiento Cosme Codas, Emilio Mastrazzi, Damiano Velázquez y Juan Lombardi Durante su gobierno en septiembre de 1911 se reanudó la construcción del palacete municipal; dos años más tarde, el 14 de julio del año 1913, durante el gobierno de Codas, fue inaugurado el edificio.
1. ↑  «Registro Matrimonial».
2. ↑  «Acta de Bautismo».
3. ↑  «Acta de Matrimonio».
4. ↑  «Fallece el escritor guaireño Ramiro Domínguez».
5. ↑  «Salud distrito Coronel Martínez, Guairá - Revista Villarrica Digital». revistavillarricadigital.blogspot.com. Consultado el 18 de octubre de 2021.
6. ↑  Paraguay (1920). Registro oficial. Editores Fischer y Quell. Consultado el 9 de diciembre de 2023.
7. ↑  Paraguay (1910). Registro Oficial de la República del Paraguay Correspondiente al Año de 1910. Consultado el 9 de diciembre de 2023.
8. ↑  «Historia». Villarrik.com - Informativo y Análisis de Villarrica. Paraguay. Consultado el 16 de octubre de 2021.